# 司法精神医学
司法精神医学（しほうせいしんいがく、英: Forensic psychiatry、フォレンジック・サイキアトリー）とは、法科学のうちの法医学における一分野で、心神喪失状態にある者が触法行為に至った場合の処遇や治療、経過観察を中心に研究する精神医学の応用学問である。犯罪精神医学と似ているが、犯罪精神医学が犯罪の原因論全般を包括するのに対して、司法精神医学は、触法行為者の責任能力の有無を判定することを主務とする。
現在、日本では国立精神・神経センター精神保健研究所に司法精神医学研究部が設置されており、唯一の研究機関として活動している。日本の大学には講座がなく、真の専門家がいるとはいえない。なお海外では司法精神医学が精神医学から独立した講座になっている場合が多く、教授が存在している。

## 用語
法科学（Forensic sciences）の諸分野において頭に付けられる「フォレンジック（“Forensic”）」（形容詞）は、ラテン語の“forēnsis”つまり「フォーラム（広場）」に由来している。ローマ帝国時代、「起訴」とは、ローマ市街の中心にあるフォロ・ロマーノで聴衆を前に訴状を公開することであった。被告と原告はともに自らの主張を行い、よりよい主張をしてより広く受け入れられたものが裁判において判決を下すことができた。この起源は、現代における“forensic”という語の２つの用法のもとになっている。一つ目は「法的に有効な」という意味、そして２つ目が「公開発表の」という意味の形容詞である。

## 各国の状況

### カナダ
カナダ刑法の第20.1章では精神疾患について記載しており、精神疾患のため刑事責任能力がないと思わしき場合に裁判所は精神鑑定を命ずることができる（672.11条）としている。

### 日本
刑法39条では責任能力の規定があり、「心神喪失者の行為は、罰しない。心神耗弱者の行為は、その刑を減軽する。」とされている。この決定がされた場合は医療観察法の規定により、裁判所は、患者の精神障害を改善し、これに伴って同様の行為を行うことなく、社会に復帰することを促進するため、指定入院医療機関への入院措置（43条）、または指定通院医療機関に3年間の通院措置（44条）を決定することができる。
心神喪失、心神耗弱者との判断がなされない場合は、医療刑務所または医療少年院などに送致されることもある。